# Beardmore W.B.III
Beardmore WB.III byl britský palubní stíhací letoun vzniklý v době první světové války. Byl vyvinut společností Beardmore na základě jí licenčně vyráběného typu Sopwith Pup, jako varianta speciálně přizpůsobená provozu z palub letadlových lodí.

## Vznik a vývoj
Vzniklý typ se vyznačoval překonstruovaným vzpěrovým systémem křídel, která měla menší úhel vzepětí a byla bez stupnění, a párem vnitřních vzpěr navíc, což usnadňovalo sklápění křídel při hangárování, poněkud prodlouženým trupem v němž bylo nouzové plovací vybavení pro případ přistání na vodní hladinu a u první varianty, označené SB.3F, i sklopné nohy hlavního podvozku, zmenšující prostorové nároky při skladování. Pozdější varianta, nesoucí označení SB.3D, disponovala možností odhození hlavního podvozku pro zvýšení bezpečnosti případného nouzového přistání na mořskou hladinu.
Bylo vyrobeno okolo sta kusů, které byly v menších počtech nasazeny na různých plavidlech Royal Navy, včetně letadlových lodí HMS Furious a HMS Argus a nosičů hydroplánů Nairana a Pegasus. Typ dosahoval nižších výkonů než Sopwith Pup na němž byl založen, a ve službě byl brzy nahrazen letouny Sopwith 2F.1  „Ships Camel“. K 31. říjnu 1918 bylo ve stavu Royal Air Force stále vedeno ještě 55 WB.III, ale již jen 18 z nich sloužilo v rámci Grand Fleet.

## Uživatelé
- Spojené království
  - Royal Naval Air Service
  - Royal Air Force

## Specifikace
Údaje podle publikace British Naval Aircraft since 1912

### Technické údaje
- Posádka: 1
- Délka: 6,159 m (20 stop a 2½ palce)
- Rozpětí: 7,62 m (25 stop)
- Výška: 2,47 m (8 stop a 1¼ palce)
- Nosná plocha: 22,6 m² (243 čtverečních stop)
- Prázdná hmotnost: 403,6 kg (890 lb)
- Vzletová hmotnost: 584,7 kg (1 289 lb)
- Pohonná jednotka: 1 × rotační motor Le Rhône 9C
- Výkon pohonné jednotky: 80 hp (59,6 kW)

### Výkony
- Maximální rychlost: 
  - 166 km/h (103 mph) na úrovni mořské hladiny
  - 146,4 km/h (91 mph) ve výši 3 048 m (10 000 stop)
- Dostup: 3 779,5 m (12 400 stop)
- Stoupavost:
- Výstup do výše 1 524 m (5 000 stop): 9 minut
- Výstup do výše 3 048 m (10 000 stop): 24 minut
- Vytrvalost: 2 hodiny a 45 minut

### Výzbroj
- 1 × kulomet Lewis ráže 7,7 mm instalovaný nad baldachýnem horního křídla